# Gneu Calpurni Pisó (governador)
Gneu Calpurni Pisó (en llatí Cnaeus Calpurnius Piso) va ser un magistrat romà. Formava part de la gens Calpúrnia, una antiga família romana d'origen plebeu.
Va dilapidar la fortuna heretada amb extravagàncies i va intentar refer la seva economia amb una revolució. L'any 66 aC es va aliar a Catilina per matar als nous cònsols que havien d'ocupar els càrrecs l'1 de gener del 65 aC, però el complot va fracassar. Per manca de proves els implicats no van poder ser portats a judici. Segons els acords dels conspiradors, Pisó havia de ser enviat a Hispània amb un exèrcit. Per a conjurar el perill, poc després el senat romà va decidir enviar-lo a la Hispània Citerior com a qüestor, però amb títol i rang de propretor, esperant eliminar a través de la divisió de forces, els afanys dels conspiradors a Roma. Durant el seu govern, mitjançant l'extorsió, va aconseguir refer la seva fortuna, un dels motius del senat per enviar-lo a Hispània. Les seves extorsions van ser tan brutals que finalment va ser mort pels provincials. La instigació de l'assassinat es va atribuir a Gneu Pompeu Magne, amb molts clients a Hispània, en revenja perquè el propretor perseguia als partidaris de Pompeu en aquell territori.